# Liste italienischer Großverbände
Diese Liste italienischer Großverbände ist nicht vollständig. Sie wird jedoch nach und nach verbessert.

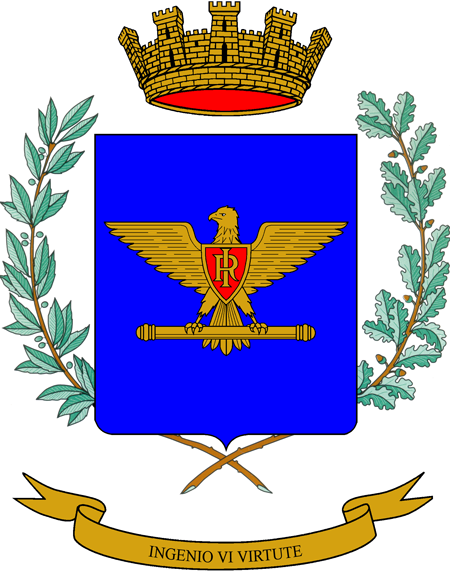
Wappen Heeresgeneralstab

## Armeegruppen
„Armeegruppen“ (in Deutschland „Heeresgruppen“) gab es in Italien nur in der Zeit von 1940 bis 1943. Sie hatten operativ nur geringe Bedeutung. Ihre Aufgaben wurden später von integrierten NATO-Kommandos übernommen („Landsouth“ in Verona).
- Armeegruppe West (Nordwestitalien, 1940)
- Armeegruppe Ost (Nordostitalien, Balkan, 1940 und 1943)
- Armeegruppe Süd (Mittel- und Süditalien, 1940, 1942/43)
- Armeegruppe zur besonderen Verwendung (1940)
- Oberkommando Streitkräfte Ägäis (1940 bis 1943)
- Oberkommando Streitkräfte Albanien (1940 bis 1943)
- Oberkommando Streitkräfte Griechenland (1941/42)
- Oberkommando Streitkräfte Italienisch-Nordafrika (1940 bis 1942)
- Oberkommando Streitkräfte Libyen (1942)
- Oberkommando Streitkräfte Ostafrika (1938 bis 1940)
- Oberkommando Streitkräfte Sardinien (1943)
- Oberkommando Streitkräfte Sizilien (1943)
- Oberkommando Streitkräfte Slowenien-Dalmatien (1942/43)

Insgesamt führten diese Armeegruppen und Oberkommandos im Zweiten Weltkrieg etwa 80 Divisionen.

## Armeen
Armeen wurden in Italien nur in Kriegszeiten aufgestellt. Im Frieden bestanden sie nur als sogenannte „designierte Armeekommandos“ (nur wenige: bis 1915 vier, später zugunsten von NATO-Kommandos ganz aufgegeben; vgl. dt. Armee-Inspektion). Nachstehend Informationen über die Einsatzgebiete italienischer Armeen in der Zeit von 1915 bis 1918 und von 1940 bis 1943:
- 1. Armee: 1915–1918: Stilfser Joch bis Asiago; 1940: Westalpen; 1943: Tunesien
- 2. Armee: 1915–1917: Julische Alpen; 1941–1943: Jugoslawien
- 3. Armee: 1915–1918: unterer Isonzo, Karst, unterer Piave; 1939/1940: Italien
- 4. Armee: 1915–1918: Dolomiten, Monte Grappa; 1940–1943: Italien, Südfrankreich
- 5. Armee: 1916–1918: Piave, Reserve; 1940–1943: Westlibyen, Mittelitalien, Korsika
- 6. Armee: 1916–1918: Asiago; 1940–1943: Poebene, Süditalien
- 7. Armee: 1918: Trentino; 1940–1943: Italien
- 8. Armee: 1918: Piave, Vittorio Veneto; 1940: Italien; 1942–1943: Russland (Donez, Don)
- 9. Armee: 1918: Piave; 1940–1943: Albanien, Griechenland, Jugoslawien
- 10. Armee: 1918: Piave; 1940–1941: Ostlibyen
- 11. Armee: 1940–1943: Albanien, Griechenland
- 12. Armee: 1918: Piave

Bis 1972 bestand in Padua das „designierte Kommando“ der 3. Armee. Bei Bedarf sollte es das italienische Feldheer in Norditalien in nationaler Regie führen, also unabhängig vom NATO-Kommando Landsouth in Verona. Der Grund für das Bestehen dieses Armeekommandos waren Spannungen mit Jugoslawien um Triest und Istrien, die dann mit dem Vertrag von Osimo ausgeräumt wurden.
1997 entstand in Verona das „Kommando Landstreitkräfte“ (Comando Forze Terrestri), dem die italienischen Kommandos auf Korpsebene direkt unterstellt wurden. Der Befehlshaber von COMFOTER befehligte zugleich Landsouth, bis dieses NATO-Kommando 2004 in Verona aufgelöst wurde. COMFOTER besteht (als Dreisternekommando) in Rom weiterhin.

## Armeekorps
„Armeekorps“ (Korps) wurden in Italien früher nur in Kriegszeiten aufgestellt. Im Frieden bestanden sie in der Form von „Militärischen Territorialkommandos“ („Comando Militare Territoriale-CMT“; in Deutschland bis 1945: „Wehrkreis“). Später wurden je nach Bedarf bereits in Friedenszeiten Divisionen zu Korps zusammengefasst, wobei die territorialen CMT weiter bestanden. Die CMT wurden 1957 (und 1983) im Rahmen von Rationalisierungen zugunsten von sieben größeren Militärregionen („Regione Militare“; in Deutschland „Wehrbereich“) abgeschafft.

### Territoriale Militärkommandos
Nachstehende Wehrkreiskommandos (CMT) und ihre Standorte unterlagen im Lauf der Zeit (1861–1983) gewissen Variationen und Veränderungen (zu gewissen Zeiten bestanden mehr CMT, 1945 wurden elf aufgestellt; in Klammern frühere Standorte). Sie waren jedoch mit den unten angeführten Standorten traditionell eng verbunden (sowohl CMT, als auch Korps).
- CMT I (I. Korps): Turin
- CMT II (II. Korps): Alessandria (Mailand)
- CMT III (III. Korps): Mailand (Verona)
- CMT IV (IV. Korps): Bozen (Bologna)
- CMT V (V. Korps): Padua (Triest)
- CMT VI (VI. Korps): Bologna (Florenz)
- CMT VII (VII. Korps): Florenz
- CMT VIII (VIII.Korps): Rom (Neapel)
- CMT IX (IX. Korps): Bari
- CMT X (X. Korps): Neapel (Palermo)
- CMT XI (XI. Korps): Palermo (Udine)
- CMT XII (XII. Korps): Cagliari (Palermo, in Cagliari z. T. XIII.)

### Korps
Nachstehend Informationen über die Einsatzgebiete italienischer Armeekorps in der Zeit von 1915 bis 1918 und von 1940 bis 1943:
- I. Korps: 1915–1918: Dolomiten, Grappa-Stock, Piave; 1935/1936: Ostafrika; 1940–1943: Südfrankreich
- II. Korps: 1915–1918: Isonzo, Grappa-Stock, Frankreich; 1935/1936: Ostafrika; 1940: Westalpen; 1941: Italien; 1942/1943: Russland
- III. Korps: 1915–1918: Trentino, Judikarien; 1935/1936: Ostafrika; 1940: Westalpen; 1940–1943: Griechenland
- IV. Korps: 1915–1918: Isonzo, Krn; 1935/1936: Ostafrika; 40: Westalpen; 1940–1943: Griechenland, Albanien
- V. Korps: 1915–1918: Trentino, Asiago; 1941/1943: Jugoslawien
- VI. Korps: 1915–1918: Isonzo, Grappa-Stock; 1941/1943: Jugoslawien
- VII. Korps: 1915–1918: Isonzo; 1940/1941: Italien; 1942/1943: Korsika
- VIII. Korps: 1915–1918: Reserve, Isonzo, Montello, Vittorio Veneto; 1940–1943: Griechenland
- IX. Korps: 1915–1918: Dolomiten, Grappa-Stock; 1940–1944: Apulien
- X. Korps: 1915–1918: Reserve, Trentino; 1940–1942: Libyen, El Alamein
- XI. Korps: 1915–1918: Isonzo, Piave; 1940–1943: Griechenland, Jugoslawien
- XII. Korps: 1915–1918: Isonzo, Karnische Alpen, Asiago; 1940–1943: Sizilien
- XIII. Korps: 1915–1918: Reserve, Isonzo, Asiago, Piave; 1940–1943: Sardinien
- XIV. Korps: 1915–1918: Reserve, Isonzo; 1941–1943: Albanien, Jugoslawien
- XV. Korps: 1940–1943: Südfrankreich, Italien
- XVI. Korps: 1915–1918: Piave; 1918: Albanien, Mazedonien; 1940–1943: Italien, Sizilien
- XVII. Korps: 1941: Jugoslawien; 1942/1943: Italien
- XVIII. Korps: 1915–1918: Piave; 1942: Jugoslawien
- XIX. Korps: 1942/1943: Italien
- XX. Korps: 1916–1918: Asiago, Ortigara; 1937–1943: Libyen, El Alamein, Tunesien
- XXI. Korps: 1940–1943: Libyen, El Alamein, Tunesien
- XXII. Korps: 1915–1918: Trentino, Montello, Piave; 1940/1941: Tobruk, 1942/1943: Südfrankreich
- XXIII. Korps: 1915–1918: Piave, Reserve; 1940/1941: Ägypten, Libyen; 1942/1943: Norditalien
- XXIV. Korps: 1915–1918: Isonzo; 1943: Friaul (Reste des Alpini-Korps)
- XXV. Korps: 1915–1918: Judikarien; 1940–1943: Griechenland, Albanien
- XXVI. Korps: 1915–1918: Isonzo, Trentino; 1940–1943: Albanien, Griechenland
- XXVII. Korps: 1915–1918: Isonzo, Karfreit, Piave
- XXVIII. Korps: 1915–1918: Reserve, Grappa-Stock, Piave
- XXIX. Korps: 1915–1918: Trentino
- XXX. Korps: 1918: Grappa-Stock; 1940/1941: Italien; 1942/1943: Tunesien
- XXXI. Korps: 1941–1944: Kalabrien
- XXXV. Korps (ex CSIR): 1942–1943: Russland
- LI. Korps: 1943/44: Apulien
- Karnische Zone: 1915–1917: Karnische Alpen
- Kommando Hochebene: 1915–1918: Asiago
- Kavalleriekorps: 1915–1918: Friaul
- Nordgrenze: 1917–1918: Schweizer Grenze
- Sturmkorps: 1918: Sernaglia, Ponte della Priula, Conegliano
- Ciamuria: 1940: Griechenland
- Alpini-Korps: 1940: Westalpen; 1942/1943: Russland (Don; Postojalij, Scheljankino, Nikitowka u. a.)
- Motorisiertes Korps: 1941: Jugoslawien; 1941–1943: Russland (als CSIR, dann als XXXV.Korps)
- Schnelles Korps: 1941: Jugoslawien; dann neues XXII. Korps
- Panzerkorps: 1938–1941(!): Norditalien
- Russlandkorps (CSIR): 1941–1942: Ukraine, Russland, dann XXXV. Korps

Nach 1945 entstanden in Norditalien drei bzw. vier Korps wieder: das III. in Mailand, das IV. Gebirgskorps in Bozen und das V. Korps in Vittorio Veneto sowie von 1952 bis 1972 auch das VI. Korps in Bologna. Im Zug der Heeresreform von 1997 wurden die drei Korps umbenannt: aus dem III. Korps wurde das NATO Rapid Deployable Corps – Italy (NRDC-IT), aus dem IV. das Gebirgstruppenkommando (COMALP) und aus dem V. ein „1. Verteidigungskräftekommando“ (COMFOD 1). Im süditalienischen San Giorgio a Cremano (Neapel) entstand das „2. Verteidigungskräftekommando“ (COMFOD 2), das die Brigaden in Süditalien übernahm (wegen der Auflösung oder Neuordnung der Militärregionen). Die beiden Verteidigungskräftekommandos wurden 2013 von den beiden Einsatzkräftekommandos Nord (COMFOD Nord) in Padua und Süd in Neapel (COMFOD Sud) abgelöst; sie tragen heute die Bezeichnung „Kommando operative Kräfte“ und damit die Abkürzungen COMFOP Nord und COMFOP Sud. Dem NRDC-IT unterstehen von wenigen Unterstützungsverbänden abgesehen keine Großverbände permanent; diese werden nur für Übungen oder Einsätze zugeteilt. Den drei Kommandos in Bozen, Padua und Neapel unterstehen neben Divisionsstäben und Brigaden auch regionale Kommandos für territoriale und administrative Aufgaben.

### Militärregionen
Im Jahr 1957 erfolgte eine Rationalisierung der territorialen Organisation, indem man die Territorialkommandos (CMT) in Genua (II.), Mailand (III.), Bozen (IV.), Bologna (VI.) und Bari (IX.) auflöste und in Verbindung mit den verbliebenen Territorialkommandos in Turin (I.), Padua (V.), Florenz (VII.), Rom (VIII.), Neapel (X.) und Palermo (XI.) das Konzept der größeren Militärregionen einführte. Zu den sechs somit geschaffenen Militärregionen kam im Jahr 1981 eine siebte (XII.) in Cagliari für Sardinien, das zuvor zum Zuständigkeitsbereich des VIII. Kommandos in Rom gehört hatte. 1983 gab man den Terminus „Militärisches Territorialkommando“ (CMT) zugunsten der nach geografischen Räumen und Inseln benannten Militärregionen ganz auf. Die alte Nummerierung der Territorialkommandos erhielt sich jedoch in den Unterstützungsverbänden und sonstigen Stellen der Militärregionen weiterhin, und auch die Nummerierung der Armeekorps bezog sich weiter auf die alten, nicht mehr existenten Territorialkommandos, die einst für die Mobilisierung der Korps zuständig waren.
Die sieben Militärregionen hatten bis 1997 vor allem territoriale und administrative Aufgaben. Insbesondere in Mittel- und Süditalien unterstanden ihnen aber auch operative Verbände.
- Regione Militare Nord-Ovest (RMNO), Turin
- Regione Militare Nord-Est (RMNE), Padua
- Regione Militare Tosco-Emiliana (RMTE), Florenz (Brigaden Friuli und Folgore)
- Regione Militare Centrale (RMCE), Rom (Brigaden Granatieri di Sardegna und Acqui)
- Regione Militare Meridionale (RMME), Neapel (Brigaden Pinerolo und (ab 1991) Garibaldi)
- Regione Militare Sicilia (RMSI), Palermo (Brigade Aosta)
- Regione Militare Sardegna (RMSA), Cagliari (ab 1988 Brigade Sassari)

Auf dem Gebiet der beiden norditalienischen Militärregionen befand sich während des Kalten Krieges das Feldheer mit den drei genannten Korps und insgesamt 18 Brigaden (dazu eine Raketenartilleriebrigade mit Lance-Raketen und das Heeresflugabwehrkommando).
1997 verloren die Militärregionen alle operativen Aufgaben und wurden deswegen auf drei reduziert (Nord, Mitte, Süd). Regionale Kommandos, die im weiteren Verlauf entstanden, hatten und haben keinen historischen Bezug mehr zur ehemaligen territorialen Organisation. Die heutigen regionalen Kommandos für territoriale Aufgaben, die den am Ende des Abschnitts „Korps“ genannten Kommandos in Bozen, Padua und Neapel oder dem Territorialkommando für die Hauptstadt Rom unterstehen, sind deckungsgleich mit den italienischen Regionen und haben zum Teil nur noch den Status von Regimentern.

## Divisionen

### Territoriale Militärdivisionen
Ähnlich den Armeekorps bildeten die Divisionskommandos im Frieden bis 1914 eine eher territoriale Struktur in der Form kleinerer Stäbe, die erst im Kriegsfall voll mobilisiert wurden und ins Feld zogen. Charakteristisch war für diese Divisionen auch, dass sie hinsichtlich der unterstellten Truppenteile keine stabile Zusammensetzung hatten, die nachgeordneten Brigaden und auch die Divisionstruppen regelmäßig wegen Verlegung wechselten.
Die ersten fünf (Infanterie-)Divisionen des italienischen Heeres stammen noch von der piemontesischen Armee, die ab 1774 mit der Divisionsebene (unter anderem Namen) experimentiert und territoriale Militärdivisionen ab 1822 eingerichtet hatte. Im Zug der Einigung Italiens wurden Truppenkontingente anderer italienischer Staaten in die piemontesische Armee eingegliedert und diese 1861 in italienisches Heer umbenannt; bis 1882 stieg die Anzahl der territorialen Militärdivisionen (Infanteriedivisionen) auf 24 (in 12 Territorialen Militärkommandos bzw. Armeekorps), hinzu kamen zunächst zwei (1914 vier) Kavalleriedivisionen im Nordosten des Landes. Zwischen 1882 und 1914 befanden sich die Stäbe der 24 bzw. 25 Territorialen Militärdivisonen in Turin (1.), Novara (2.), Alessandria (3.), Cuneo (4.), Mailand (5.), Brescia (6.), Piacenza (7.), Genua (8.), Verona (9.), Padua (10.), Bologna (11.), Ravenna (12.), Ancona (13.), Chieti (14.), Florenz (15.), Livorno (16.), Rom (17.), Perugia (18.), Neapel (19.), Salerno (20.), Bari (21.), Catanzaro (22.), Palermo (23.), Messina (24.) und Cagliari (25.; bis 1897 „Militärkommando Sardinien“). Die Nummerierung der im Ersten Weltkrieg zusätzlich aufgestellten Infanteriedivisionen wurde (mit einigen Unterbrechungen) entsprechend fortgesetzt und nach Kriegsende der Friedensbestand tendenziell wieder hergestellt.
Die piemontesischen und italienischen (Infanterie-)Divisionen hatten bis 1926 je zwei Infanteriebrigaden zu je zwei Infanterieregimentern. Diese Karree-Divisionen hatten nur Nummern, die Brigaden Namen, die Regimenter waren durchgehend nummeriert.

### Divisionen von 1926 bis 1945
Von 1926 bis 1939 bildeten jeweils drei Infanterieregimenter (und weitere Divisionstruppen) eine triangulare Division, die in ihrer Zusammensetzung nunmehr meist stabil blieb. Allgemein richtete sich die Divisionsbezeichnung nach der jeweiligen Truppengattung oder Ausrüstung; die Bezeichnung „Territoriale Militärdivision“ entfiel. Die 30 Infanterie-Divisionen, drei schnelle Divisionen (ehemals Kavallerie) und divisionsstarke Alpini-Verbände erhielten zu ihrer jeweiligen Nummer nunmehr auch einen Beinamen.
Durch die Heeresreform von 1939 entstand die sogenannte „binäre Division“, die nur zwei Infanterieregimenter hatte. Diese schwachen Divisionen erhielten meist die Namen der 1926 aufgelösten Brigaden und vereinigten deren jeweils zwei Regimenter zusammen mit einem Artillerieregiment und anderen Truppenteilen unter dem Kommando der neuen „binären“ Division. Informationen über diese Divisionen lassen sich ableiten aus der Liste italienischer Regimenter (Linieninfanterie).

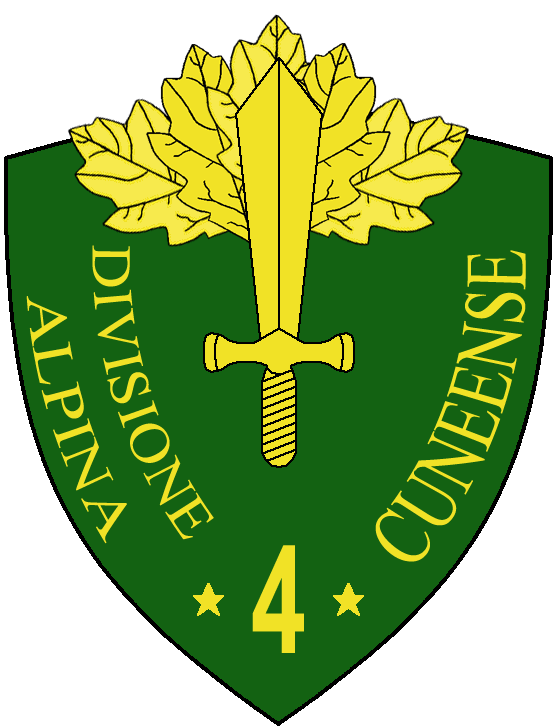
Wappen Division Cuneense

- Liste von Divisionen (1939–1943), die nicht aus der Liste italienischer Regimenter abzuleiten sind:
  - 1. Schnelle Division Eugenio di Savoia
  - 2. Schnelle Division Emanuele Filiberto di Savoia
  - 3. Schnelle Division Principe Amedeo Duca d’Aosta
  - 1. Alpini-Division Taurinense (3./4. Alp.Rgt.)
  - 2. Alpini-Division Tridentina (5./6. Alp.Rgt.)
  - 3. Alpini-Division Julia (8./9. Alp.Rgt.)
  - 4. Alpini-Division Cuneense (1./2. Alp.Rgt.)
  - 5. Alpini-Division Pusteria (7./11. Alp.Rgt.)
  - 6. Alpini-Division Alpi Graje (Valle-Bataillone)

Nach dem Waffenstillstand von Cassibile (8. September 1943) und der folgenden deutschen Besetzung Italiens beteiligten sich italienische Verbände bis April 1945 am alliierten Italienfeldzug. Im September 1943 entstand das 1º Raggruppamento Motorizzato, das Anfang 1944 Divisionsstärke erreichte. Aus diesem ging im März 1944 das Corpo Italiano di Liberazione hervor, das einer verstärkten Division entsprach. Ab September 1944 stellte man fünf Kampfgruppen mit den Bezeichnungen Cremona, Friuli, Folgore, Legnano und Mantova auf, die Divisionsstatus hatten (die „Kampfgruppe“ Piceno übernahm nur Ausbildungsaufgaben). Diese Kampfgruppen bildeten in der Nachkriegszeit die Grundlage für den Wiederaufbau des Heeres. Darüber hinaus wurden ab 1943 einige Küstendivisionen zu Pionierverbänden umgegliedert, die bis 1945 Kriegsschäden beseitigten und Hilfsdienste für die Alliierten leisteten.
Die faschistische Italienische Sozialrepublik, die in Norditalien unter dem Schutz Hitlers bestand, hatte eine eigene Armee, die neben zahlreichen kleineren Verbänden vier Divisionen aufbot: die 1. Bersaglieri-Division Italia, die 2. Grenadierdivision Littorio, die 3. Marineinfanteriedivision San Marco und die 4. Alpini-Division Monterosa. Diese Verbände wurden vorwiegend gegen italienische und jugoslawische Partisanen eingesetzt.

### Divisionen von 1945 bis 1986
Mitte der 1950er Jahre verfügte das italienische Heer über 3 Panzerdivisionen, 10 Infanteriedivisionen und 5 Gebirgsjägerbrigaden, die bis 1975, von unterstützenden Einheiten abgesehen, allesamt in Regimenter gegliedert waren. Im Allgemeinen gab man die Nummerierung der Divisionen ganz auf und beließ es bei Namen, die weiter von alten Brigaden stammten. Vor allem in Norditalien waren die Infanteriedivisionen zunächst sehr stark ausgebaut, zeitweise hatten sie als Divisionstruppen je drei Artillerieregimenter; dagegen gab es in Süditalien wegen der geringeren Bedrohungslage weiterhin binäre Infanteriedivisionen. In den 1960er Jahren verkleinerte man eine Panzerdivision und fünf Infanteriedivisionen nach und nach zu Brigaden. 1975/76 führte man gemischte Brigaden systematisch als wichtigsten Großverband ein, die in der Regel Korps oder Militärregionen direkt unterstellt wurden. Nur in Norditalien verfügten das III. und das V. Korps noch über vier Divisionen mit zwölf Brigaden. 1986 wurde die Divisionsebene dann ganz abgeschafft. Die Namen der aufgelösten Divisionen gingen an Brigaden über.
- III. Korps (Mailand):

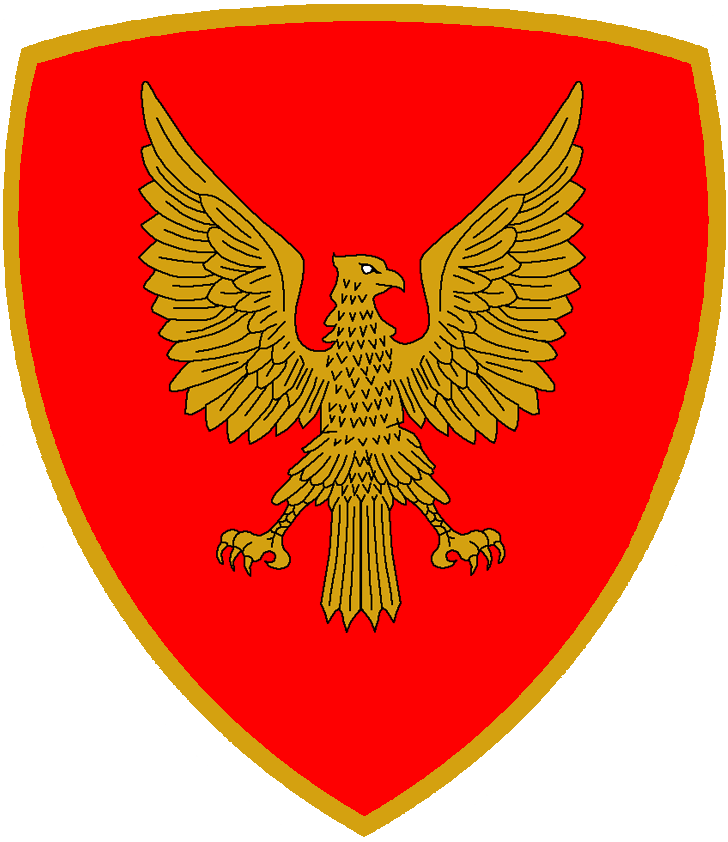
Wappen Division Mantova

  - Infanteriedivision Cremona (Turin, 1945–1975)
  - Infanteriedivision Legnano (Bergamo, 1945–1975)
  - Panzerdivision Centauro (Novara, 1952–1986)
- IV. Gebirgskorps (Bozen):
  - 5 Alpini-Brigaden
- V. Korps (Vittorio Veneto):
  - Infanteriedivision Mantova (Udine, 1945–1986)
  - Infanteriedivision Folgore (Treviso, 1945–1986)
  - Panzerdivision Ariete (Pordenone, 1952–1986)
- Regionalkommandos in Mittel- und Süditalien:
  - Infanteriedivision Trieste (Bologna, 1950–1962)
  - Infanteriedivision Friuli (Florenz, 1945–1962)
  - Infanteriedivision Granatieri di Sardegna (Rom, 1948–1975)
  - Panzerdivision Pozzuolo del Friuli (Rom, Civitavecchia, 1953–1958; ab 1957 gleichnamige Brigade beim V. Korps)
  - Infanteriedivision Avellino (Bari, Salerno, 1949–1960, als Brigade 1965 aufgelöst)
  - Infanteriedivision Pinerolo (Bari, 1952–1962)
  - Infanteriedivision Aosta (Messina, 1945–1962)

### Divisionsstäbe seit 2003
Von 1986 bis 1992 gab es im italienischen Heer die Divisionsebene nicht mehr. Die Brigaden waren Korps und anderen höheren Kommandostellen direkt unterstellt. Ende 1992 wurde innerhalb des III. Korps in Mailand (heute NRDC) der Stab der sogenannten 3. italienischen Division gebildet, weil die Beiträge der einzelnen NATO-Staaten zum Allied Command Europe Rapid Reaction Corps (ARRC) auf der Divisionsebene beruhten. Die Bezeichnung nahm sowohl auf das III. Korps bezug, als auch auf die italienische 3. schnelle Division Principe Amedeo Duca d’Aosta des Zweiten Weltkriegs. Statt der 3. Division stellte man 2003 für multinationale Auslandseinsätze und Planungsaufgaben drei Divisionsstäbe auf:
- Division Tridentina (Bozen) (niedrigerer Bereitschaftsstand, auch Reservebrigadestab; 2023 aufgelöst)
- Division Mantova (Vittorio Veneto) (2013 von Division Friuli in Florenz abgelöst und 2019 in Vittorio Veneto umbenannt)
- Division Acqui (San Giorgio a Cremano bei Neapel, heute in Capua)

Diese Divisionsstäbe unterstanden dem Gebirgstruppenkommando in Bozen und den beiden Verteidigungskräftekommandos in Vittorio Veneto und San Giorgio a Cremano, wobei das Führungspersonal zum Teil Aufgaben auf beiden Ebenen übernahm. Im Jahr 2013 wurde die Division Mantova aufgelöst und in Florenz die Division Friuli reaktiviert, die 2019 in Vittorio Veneto umbenannt wurde. Die Divisionskommandos Friuli/Vittorio Veneto in Florenz und Acqui in Capua übernahmen dann bis 2022 auch die permanente truppendienstliche Führung von Brigaden. Der Reserve-Divisionsstab Tridentina in Bozen, der 2023 aufgelöst wurde, hatte keine nachgeordneten Brigaden oder andere Verbände; das Personal der Tridentina konnte bei längeren Einsätzen oder in besonderen Lagen als Ergänzung oder Ersatz in den beiden anderen Divisionsstäben verwendet werden. Für Auslandseinsätze oder besondere sonstige Notlagen sind somit nur noch die Divisionsstäbe Vittorio Veneto und Acqui vorgesehen, die derzeit COMFOTER in Rom direkt unterstehen und denen Brigaden und sonstige Verbände bei Bedarf zugeteilt werden.

## Brigaden
Die italienischen (und piemontesischen) Brigaden waren bis 1926 in je zwei Infanterieregimenter gegliedert. Für diese Zeit gibt die Liste italienischer Regimenter Auskunft. Von 1926 bis 1939 bestanden Brigaden offiziell weiter: jede Division hatte eine Brigade (mit der Nummer der Division), der die jeweils drei Infanterieregimenter unterstanden. Der Brigadekommandeur war eine Art Infanterieführer der Division. Von 1945 bis 1975 gab es im italienischen Heer einige Brigaden, wobei es sich jedoch in der Regel um verkleinerte Divisionen für Sonder- oder Territorialaufgaben handelte. 1975 wurden gemischte Brigaden systematisch eingeführt und sind bis heute der zentrale Großverband des Heeres geblieben.

### Brigaden seit 1975
1975/76 stellte das Heer 24 gemischte, in Bataillone untergliederte Brigaden auf: 5 Panzerbrigaden, 9 mechanisierte Infanteriebrigaden, 4 motorisierte Infanteriebrigaden, 5 Gebirgsjägerbrigaden und 1 Fallschirmjägerbrigade. Dazu kam noch eine Raketenartilleriebrigade. Bis 1986 unterstanden zwölf Brigaden in der Poebene und im Friaul den Divisionen Centauro (in Novara, III. Korps), Ariete (Pordenone, V. Korps), Mantova (Udine, V. Korps) und Folgore (Treviso, V. Korps), dann schaffte man diese Großverbandsebene ganz ab. Die Namen von drei aufgelösten Divisionen gingen 1986 an jeweils eine der unterstellten Brigaden über, den Namen Folgore führte die Fallschirmjägerbrigade in Pisa. 1991 wurden in Norditalien sechs Kampfbrigaden und die Raketenartilleriebrigade aufgelöst, eine mechanisierte Brigade nach Süditalien verlegt und auf Sardinien eine neue, kleine mechanisierte Brigade aufgestellt. Die vier ehemals motorisierten Infanteriebrigaden (Territorialaufgaben) wandelte man mit Überschussmaterial in mechanisierte Brigaden um. 1991 verfügte man also noch über 19 Brigaden (deren Bataillone wieder die Bezeichnung „Regiment“ führten), 1997 reduzierte man sie auf 13, 2002 verblieben noch elf.
- III. Korps (Mailand):
  - Panzerbrigade Curtatone (Bellinzago Novarese) (1975–1986 zur PzDiv Centauro; 1986: Centauro, 2002 aufgelöst)
  - Mechanisierte Bersaglieri-Brigade Goito (Mailand) (1975–1986 zur PzDiv Centauro; 1991 aufgelöst)
  - Mechanisierte Infanteriebrigade Legnano (Bergamo) (1975–1986 zur PzDiv Centauro; 1997 aufgelöst)
  - Motorisierte Infanteriebrigade Cremona (Turin) (III. Korps unmittelbar; 1991: mech., 1997 aufgelöst)
  - Mechanisierte Infanteriebrigade Brescia (Brescia) (1975–1986 zur MechDiv Mantova; 1991 aufgelöst)
  - Mechanisierte Infanteriebrigade Trieste (Bologna) (1975–1986 zur MechDiv Folgore; 1991 aufgelöst)
- IV. Gebirgskorps (Bozen):
  - Alpini-Brigade Taurinense (Turin)
  - Alpini-Brigade Orobica (Meran) (1991 aufgelöst)
  - Alpini-Brigade Tridentina (Brixen) (2002 aufgelöst)
  - Alpìni-Brigade Cadore (Belluno) (1997 aufgelöst)
  - Alpini-Brigade Julia (Udine)
- V. Korps (Vittorio Veneto):
  - Panzerbrigade Manin (Pordenone) (1975–1986 zur PzDiv Ariete; 1986: Ariete)
  - Panzerbrigade Mameli (Tauriano) (1975–1986 zur PzDiv Ariete; 1991 aufgelöst)
  - Mechanisierte Bersaglieri-Brigade Garibaldi (Pordenone) (1975–1986 zur PzDiv Ariete; 1991 nach Süditalien)
  - Mechanisierte Infanteriebrigade Isonzo (Cividale del Friuli) (1975–1986 zur MechDiv Mantova; 1986: Mantova, 1997 aufgelöst)
  - Panzerbrigade Pozzuolo del Friuli (Palmanova) (1975–1986 zur MechDiv Mantova)
  - Mechanisierte Infanteriebrigade Gorizia (Görz) (1975–1986 zur MechDiv Folgore; 1997 aufgelöst)
  - Panzerbrigade Vittorio Veneto (Villa Opicina) (1975–1986 zur MechDiv Folgore; 1991 aufgelöst)
  - Raketenartilleriebrigade Aquileia (Portogruaro) (V. Korps unmittelbar; 1991 aufgelöst)
- Regionalkommando Florenz (RMTE: Toskana, Emilia-Romagna)
  - Fallschirmjägerbrigade Folgore (Livorno)
  - Motorisierte Infanteriebrigade Friuli (Florenz) (1991: mech., nach Bologna, 2002 luftbeweglich)
- Regionalkommando Rom (RMCE: Latium, Umbrien, Marken, Abruzzen, Molise)
  - Mechanisierte Grenadierbrigade Granatieri di Sardegna (Rom)
  - Motorisierte Infanteriebrigade Acqui (L’Aquila) (1991: mech., 1997 aufgelöst)
- Regionalkommando Neapel (RMME: Kampanien, Kalabrien, Basilicata, Apulien)
  - Mechanisierte Infanteriebrigade Pinerolo (Bari)
  - Mechanisierte Bersaglieri-Brigade Garibaldi (Caserta) (1991 vom V. Korps)
- Regionalkommando Palermo (RMSI: Sizilien)
  - Motorisierte Infanteriebrigade Aosta (Messina) (1991: mech.)
- Regionalkommando Cagliari (RMSA: Sardinien)
  - Motorisierte Infanteriebrigade Sassari (Sassari) (1988 aufgestellt, 1991: mech.)

Im Verteidigungsfall sollten Heeresschulen drei motorisierte Reservebrigaden mit kleineren mechanisierten oder gepanzerten Komponenten aufstellen. Aus dem separaten Territorialkommando in Triest mit seiner teilaktiven Kampfgruppe wäre ein weiteres Brigadeäquivalent hervorgegangen. Daneben stand die 11. mechanisierte Brigade der Carabinieri zur Verfügung. Einige aktive Brigaden verfügten im Frieden über gekaderte oder nicht aktive Geräteeinheiten („dritte Infanterie-Bataillone“). Diese Reserveverbände wurden nach Ende des Kalten Krieges gestrichen oder aufgelöst.

### Unterstützungsbrigaden seit 1997
1997 stellte das italienische Heer einige Unterstützungsbrigaden auf, die dem „Kommando Landstreitkräfte“ (COMFOTER) unmittelbar unterstanden. In diesen Brigaden fasste man Verbände zusammen, die früher Korps- und Divisionstruppen waren (Artillerie, Flugabwehr, Pioniere, Fernmelder, Logistik, Heeresflieger). Im Rahmen von Rationalisierungsmaßnahmen wurden bis Herbst 2010 die Stäbe dieser Unterstützungsbrigaden an die Standorte der entsprechenden Truppenschulen verlegt und mit den Stäben der Schulen zu Unterstützungskommandos vereinigt. Deren Kommandeure sind Inspizienten ihrer jeweiligen Truppengattung und führen truppendienstlich auch die Regimenter der ehemaligen Unterstützungsbrigaden sowie die ehemaligen Schulen, aus denen Ausbildungsregimenter entstanden. Die „Regimenter“ der Unterstützungskommandos haben meist Bataillonsstärke, bei den Flugabwehr-, Pionier-, Fernmelde-, Logistik- und Heeresfliegerkommandos bestehen Regimenter auch aus zwei, ausnahmsweise aus drei oder vier Bataillonen.

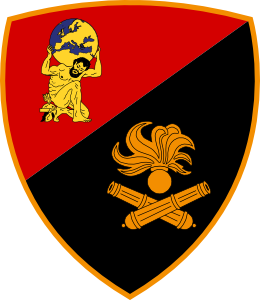
Artilleriekdo.

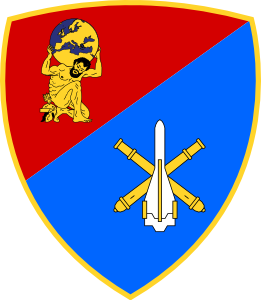
Flugabwehrkdo.

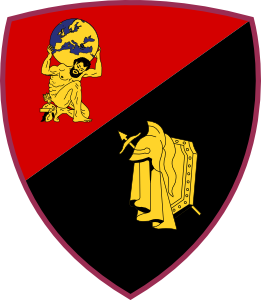
Pionierkdo.

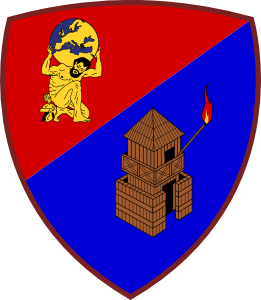
Fernmeldekdo.

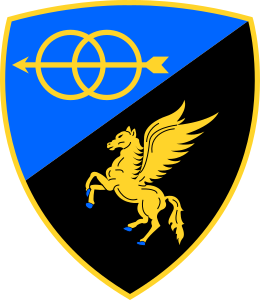
Logistikkdo.

- Artilleriebrigade (Portogruaro; 2010 mit Artillerieschule in Bracciano bei Rom zu Artilleriekommando vereinigt)
  -  2. Gebirgsartillerieregiment Vicenza (Trient) (FH-70) (2015 aufgelöst)
  -  3. Aufklärungsregiment Bondone (Cassino) (2023 mit Drohnen reaktiviert; ehemals 3. schweres Feldartillerieregiment)
  -  5. Raketenartillerieregiment Superga (Portogruaro) (MLRS; ehemals 5. Feldartillerieregiment)
  -  7. ABC-Abwehrregiment Cremona (Civitavecchia; ehemals 7. Feldartillerieregiment)
  -  52. Panzerartillerieregiment Torino (Persano) (PzH 2000) (bis 2016 Vercelli, bis 2020 Bracciano; ehemals 52. Feldartillerieregiment)
  -  Artillerieschule/Ausbildungsbataillon (Bracciano)
- Flugabwehrbrigade (Padua; 2009 mit Flugabwehrschule in Sabaudia bei Rom zu Flugabwehrkommando vereinigt)
  -  4. Flugabwehrregiment Peschiera (Mantua) (SAMP/T)
  -  5. Flugabwehrregiment Pescara (Rovigo) (I-Hawk) (2012 aufgelöst)
  -  17. Flugabwehrregiment Sforzesca (Sabaudia) (Skyguard/Aspide, Stinger; ehemals 17. Feldartillerieregiment)
  -  121. Flugabwehrregiment Ravenna (Bologna) (Skyguard/Aspide, Stinger; ehemals 121. Feldartillerieregiment)
  -  Flugabwehrschule/Ausbildungsbataillon (Sabaudia)
  - Exzellenzzentrum Drohnenabwehr (Sabaudia)
- Pionierbrigade  (Udine; 2010 mit Pionierschule in Rom-Cecchignola zu Pionierkommando vereinigt)
  -  2. Brückenpionierregiment (Piacenza)
  -  6. Pionierregiment (Rom; 2 Bataillone)
  -  Eisenbahnpionierregiment (Bologna)
  -  Pionierschule/Ausbildungsbataillon (Cecchignola)
  - Exzellenzzentrum Counter IED (Cecchignola)
  - Infrastrukturkommando  (Cecchignola)
- Fernmeldekommando (Anzio; 2016 mit Fernmeldeschule in Rom-Cecchignola vereinigt)

Folgende Regimenter unterstanden einer Fernmeldebrigade in Anzio, derzeit jedoch dem Fernmeldekommando unmittelbar:
-  2. Fernmelderegiment (Bozen; 2 Bataillone)
-  3. Fernmelderegiment (Rom; 3 Bataillone)
-  7. Fernmelderegiment (Sacile bei Pordenone; 2 Bataillone)
-  11. Fernmelderegiment (Civitavecchia; 2 Bataillone)
-  32. Fernmelderegiment (Padua; 2 Bataillone)
-  46. Fernmelderegiment (Palermo; 2 Bataillone)
-  232. Fernmelderegiment (Avellino; 2 Bataillone)
-  Fernmelde- und Informatikschule (Cecchignola)

- Brigade Taktische Informationen (Anzio) (unterstand dem Fernmeldekommando bis 2018)

Diese Brigade entstand 1963 als „Elektronisches Verteidigungszentrum“ (Centro difesa elettronica), von 1980 bis 1997 Centro informazioni e difesa elettronica (CIDE) genannt, dann Verband und Brigade für Elektronische Kampfführung.
-  7. CIMIC-Regiment (Motta di Livenza) (von 2002 bis 2009: “CIMIC Group South”, von 2009 bis 2024: “Multinational CIMIC Group”; ehemals 7. Pionierregiment)
-  9. Cyberabwehr-Regiment Rombo (Cecchignola; ehem. 9. EloKa-Bataillon Rombo)
-  13. HUMINT Regiment Aquileia (Anzio) (Aufklärungsverband, ehem. GRACO-Spezialeinheit, Drohnen)
-  28. OpKom-Regiment Pavia (Pesaro)
-  33. EW Regiment Falzarego (Treviso) (Elektronische Kampfführung)
-  41. Regiment Cordenons (Sora bei Frosinone) (Gefechtsfeldüberwachung mit Mirach 20, Pointer und RQ-11 Raven Drohnen sowie den Artillerieaufklärungsradaren AN/TPQ-36 Firefinder, Elta SCB 2130, Thales Ranger und ARTHUR)
- Land Integrated Analysis Unit (Anzio)
- Operative Unterstützungseinheit Elektronische Kampfführung (Anzio)
- Ausbildungszentrum Taktische Informationen (Anzio)

Das 1. Fernmelderegiment in Mailand (2 Bataillone) untersteht dem NATO Rapid Deployable Corps – Italy. Territoriale Unterstützungsverbände sowie Einheiten auf der Ebene der Kampfbrigaden unterstehen ebenfalls nicht dem Fernmeldekommando.
- Logistikbrigade (Treviso; 2010 mit Logistikschule in Rom-Cecchignola zu logistischem Unterstützungskommando vereinigt)

Als 1997 die Armeekorps und die Militärregionen in ihrer bisherigen Form abgeschafft wurden, zog man deren Logistikverbände größtenteils beim Unterstützungskommando (Treviso) des Kommandos Landstreitkräfte (Verona) zusammen. Im Jahr 2001 wurde dieser Prozess noch verstärkt, als man in den einzelnen Kampfbrigaden die jeweiligen Logistikbataillone auflöste und damit die genannten zentralen Logistikverbände des Kommandos in Treviso verstärkte, aus dem gleichzeitig eine Logistikbrigade (bis 2010) entstand. Diese Zentralisierung der Einsatzlogistik wurde 2013 größtenteils wieder rückgängig gemacht und jeder Kampfbrigade wieder ein Logistikregiment unterstellt, das 2015 statt einer Nummer den Namen der jeweiligen Brigade erhielt. Nachstehend die Logistik- und Transportregimenter wie sie bis 2015 bezeichnet wurden; in Klammern sind die Brigaden angegeben, denen die Regimenter heute unterstehen. Die weiterhin nummerierten oder namenlosen Regimenter unterstehen noch immer dem logistischen Unterstützungskommando.
-  1. Logistikregiment (Rivoli bei Turin) (Brigade Taurinense)
-  6. Logistikregiment (Pisa) (Brigade Folgore)
-  10. Logistikregiment (Persano bei Neapel) (Brigade Garbaldi)
-  24. Logistikregiment Dolomiti (Meran) (Brigade Julia)
-  1. Transportregiment (Bellinzago Novarese) (seit 2015 Übernahme- und Verteilerregiment; 4 Bataillone, davon 2 in Bari)
-  6. Transportregiment (Budrio) (2015–16 Brigade Friuli, seither als 6. Logistikregiment logistischem Unterstützungskommando unterstellt; 2 Bataillone)
-  8. Transportregiment (Remanzacco) (ehem. 8. Logistikregiment „Carso“ des V. Korps, Brigade Pozzuolo del Friuli)
-  10. Transportregiment (Bari) (Brigade Pinerolo)
-  Logistikschule (Cecchignola) (Transport- und Materialkommando, COMLOG)

Für die Brigaden Aosta (auf Sizilien) und Sassari (auf Sardinien) wurde 2013 die Aufstellung neuer Logistikregimenter angeordnet.
Dem logistischen Unterstützungskommando bei der Logistikschule in Rom-Cecchignola unterstehen neben dem Übernahme- und Verteilerregiment (reception, staging, onward movement, RSOM) in Bellinzago Novarese und dem 6. Logistikregiment in Budrio auch vier Sanitätseinheiten auf Bataillonsebene in Turin, Bellinzago Novarese, Rom und Persano. Das logistische Unterstützungskommando untersteht heute dem Logistikkommando des Heeres (COMLOG), das neben der hier genannten Einsatzlogistik auch für die territoriale Logistik zuständig ist.
Dem Heeresfliegerkommando (Comando Aviazione dell'Esercito, COMAVES) in Viterbo untersteht neben dem Heeresfliegerausbildungszentrum eine Brigade für Wartung und Logistik. Hinzu kam bis 2023 eine Heeresfliegerbrigade, in der alle Heeresfliegerverbände administrativ zusammengefasst waren, die nicht der luftbeweglichen Brigade Friuli unterstanden. Nachdem 2023 die genannte Heeresfliegerbrigade (ohne Nummer oder Beiname) aufgelöst worden war, übernahm die Brigade Friuli die truppendienstliche Führung sämtlicher Heeresfliegerregimenter und wurde in dieser Form dem Heeresfliegerkommando unterstellt (Details zu den italienischen Heeresfliegern, siehe: Aviazione dell’Esercito).

### Ausbildungsbrigade
Diese „Brigade“ bestand von 2004 bis 2014 unter der Bezeichnung Raggruppamento Unità Addestrative und hatte ihr Hauptquartier in Capua. Sie unterstand dem Ausbildungskommando des Heeres und führte in ihren zunächst zehn Regimentern (Infanterieregimenter in Bataillonsstärke) die dreimonatige Allgemeine Grundausbildung durch. Wegen der Aussetzung der Wehrpflicht im Jahr 2005 und der weiteren Verkleinerung des Heeres wurden nach und nach einige Ausbildungsregimenter aufgelöst (die Auflösungsjahre sind in Klammern angegeben). Die verbliebenen Regimenter unterstellte man 2014 der Infanterieschule in Cesano (Rom), mit Ausnahme des 80. Infanterieregiments Roma in Cassino, das bis 2023 auf die Ausbildung von Unteroffizieren ohne Portepee (Sergente) spezialisiert war und deswegen der Unteroffiziersschule in Viterbo unterstand.
- 1. Infanterieregiment San Giusto (Triest) (2008)
- 17. Infanterieregiment Acqui (Capua) (aktiv)
- 47. Infanterieregiment Ferrara (Capua) (2013)
- 57. Infanteriebataillon Abruzzi (Sora, dann Sulmona) (2013; seit 2022 Stabs- und Versorgungsverband der Division Acqui)
- 78. Infanterieregiment Lupi di Toscana (Florenz) (2008; seit 2022 Stabs- und Versorgungsverband der Division Vittorio Veneto)
- 80. Infanterieregiment Roma (Cassino, dann Monte Romano) (aktiv, seit 2023 Unterstützungsverband auf Truppenübungsplatz Monte Romano)
- 85. Infanterieregiment Verona (Verona) (aktiv)
- 91. Infanteriebataillon Lucania (Potenza) (2009)
- 123. Infanterieregiment Cheti (Chieti) (2012)
- 235. Infanterieregiment Piceno (Ascoli Piceno) (aktiv)